# アレクシ・ド・トクヴィル

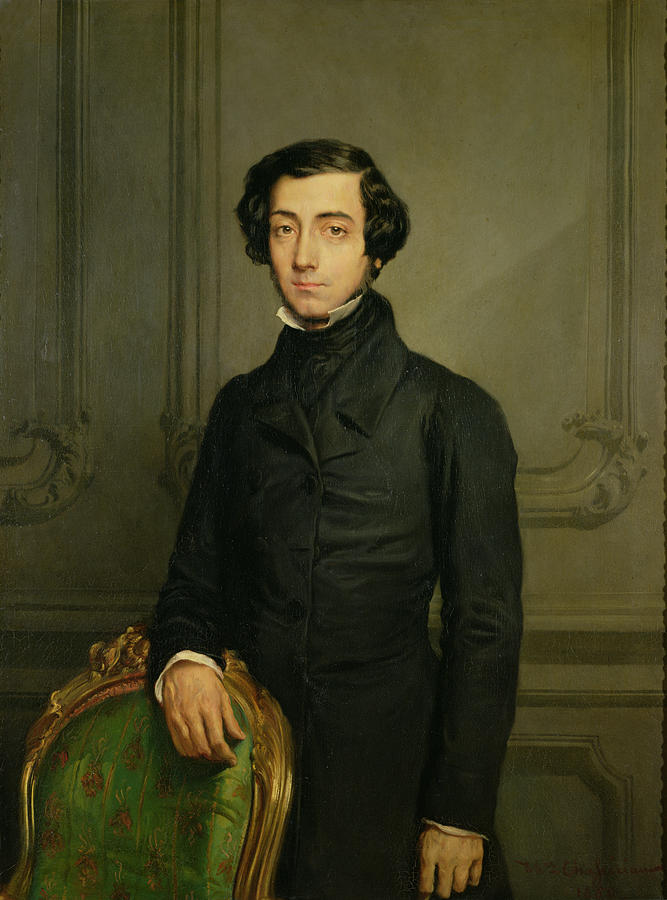
アレクシ・ド・トクヴィルの肖像
テオドール・シャセリオー画

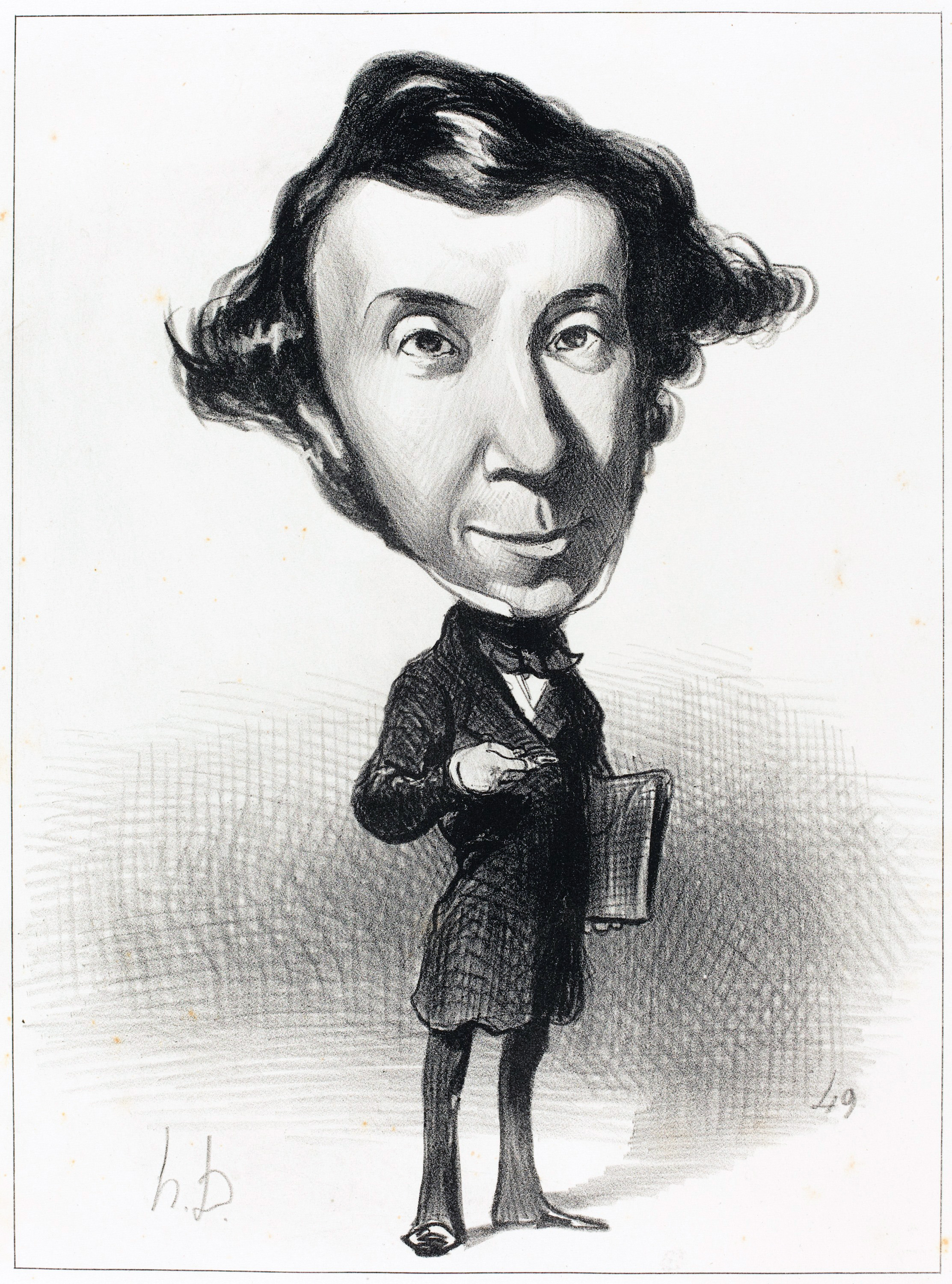
カリカチュア 1849年

アレクシ＝シャルル＝アンリ・クレレル・ド・トクヴィル（仏: Alexis-Charles-Henri Clérel, comte de Tocqueville [a.lɛk.si‿də tɔk.vil]、1805年7月29日 - 1859年4月16日）は、フランス人の政治思想家・法律家・政治家。裁判官からキャリアをスタートさせ、国会議員から外務大臣まで務め、3つの国権（司法・行政・立法）全てに携わった。19世紀フランスを代表する歴史家・知識人・保守主義者でもある。

## 略歴
パリ出身。生家はノルマンディー地方の貴族で軍人・大地主という由緒ある家柄だったものの、フランス革命の際に親戚が多数処刑されたことから、リベラル思想について研究を行っていた。その後ジャクソン大統領時代のアメリカに渡り、諸地方を見聞しては自由・平等を追求する新たな価値観をもとに生きる人々の様子を克明に記述した（後の『アメリカのデモクラシー』）。
30歳の時、家族の反対を押し切り、英国人でフランスに移民した平民階級の3歳年上の女性メアリー・モトレーと結婚。1848年の二月革命の際には革命政府の議員となり、更に翌年にはバロー内閣の外相として対外問題の解決に尽力した。彼の政治的手腕はなかなか鮮やかなものであったが、1851年、ルイ＝ナポレオン（後のナポレオン3世）による政治クーデターに巻き込まれて逮捕され、政界を退くことになる。その後は著述及び研究に没頭する日々を送り、二月革命期を描いた『回想録』と『旧体制と大革命』を残し、1859年に肺結核により、母国フランスで54歳の生涯を終えた。

### 年表
(富永 2010) を参考にして作成。
- 1805年7月29日、パリに誕生。実家はノルマンディーの貴族。
- 1826年6月、パリ大学で法学学士号を得る。
- 1827年4月、ヴェルサイユ裁判所の判事修習生となる。この時ギュスターヴ・ド・ボーモン（英語版）と知り合う
- 1829～1830年、フランソワ・ギゾーの歴史講義で多大な影響を受ける。
- 1831年4月、ボーモンと共にアメリカを旅行(32年2月迄)。
- 1832年5月、ヴェルサイユ裁判所陪席判事を辞職。
- 1833年、ボーモンと共に『合衆国における監獄制度とそのフランスへの適用について』を出版、アカデミー・フランセーズのモンティオン賞受賞
- 1835年１月、『アメリカのデモクラシー』第一巻出版。
- 1835年10月、メアリー・モトレーと結婚。
- 1838年1月、道徳・政治科学アカデミー会員となる。
- 1839年3月、バローニュ選出の下院議員となる。
- 1840年4月、『アメリカのデモクラシー』第二巻出版。
- 1841年12月、アカデミー・フランセーズ会員に選出される。
- 1849年6～9月、オディロン・バロー（英語版）内閣の外務大臣となる。
- 1851年12月、クーデターにより身柄を拘束され、以後政治の世界から身を引く。
- 1856年6月、『旧体制と大革命』出版。
- 1859年4月26日、カンヌにて死去、5月に埋葬。
- 1893年、『回想録』出版。

## 思想・哲学
トクヴィルが19世紀初頭に当時新興の民主主義国家であったアメリカ合衆国を旅して著した『アメリカのデモクラシー（アメリカの民主政治）』（De la démocratie en Amérique）は近代民主主義思想の古典であり、今もなおアメリカの歴史及び民主主義の歴史を学ぶ際には欠かせない教科書の一つとなっている。日本では福澤諭吉が『分権論』の中で小幡篤次郎が翻訳した文章を引用している。
トクヴィルは『アメリカのデモクラシー』の『第1巻』の中で、当時のアメリカは近代社会の最先端を突き進んでいると見なし、新時代の先駆的役割を担うことになるであろうと述べている。だが『第2巻』では、その先には経済と世論の腐敗した混乱の時代が待ち受けているとも予言している。さらに民主政治とは「多数派(の世論)による専制政治」だと断じ、その多数派世論を構築するのは新聞、今で言うところのマスコミではないかと考えた。現代のメディアの台頭と民主主義政治との密接な関わり合いをいち早く予想していたのである。彼は大衆世論の腐敗・混乱に伴う社会の混乱を解決するには宗教者や学識者、長老政治家などいわゆる「知識人」の存在が重要であると考えており、民主政治は大衆の教養水準や生活水準に大きく左右されることを改めて述べている。

## 名言
- 「道徳の支配なくして自由の支配を打ち立てることは出来ない。信仰なくして道徳に根を張らすことは出来ない」（『アメリカのデモクラシー』序文）
  - （…）je comprends que ceux-là vont se hâter d’appeler la religion à leur aide, car ils doivent savoir qu’on ne peut établir le règne de la liberté sans celui des mœurs, ni fonder les mœurs sans les croyances（…）("De la démocratie en Amérique", Édition 1848,  Introduction）。

### 誤って帰せられたもの
- 「民主主義においては、人々は自分達にふさわしい政府を持つ」、"In every democracy, the people get the government they deserve."
  - 正しい出典はジョゼフ・ド・メーストルの「Toute nation a le gouvernement qu'elle mérite.」（Correspondance diplomatique de Joseph de Maistre, 1811-1817. Recueillie et publiée par Albert Blanc ）。この言葉は"Every country has the government it deserves"や"In a democracy people get the leaders they deserve."など複数の英訳がある。
    - TVドラマ　24 -TWENTY FOUR- 「リデンプション」 の劇中、アメリカ初の女性大統領、アリソン・テイラーの大統領就任式演説において引用されている。

## 著作
De la démocratie en Amérique, 1835, 1840
- デ・トヲクヴィル 著、小幡篤次郎 訳『上木自由之論』小幡篤次郎、1873年11月。doi:10.11501/783212。NDLJP:783212。第1巻・第2部第3章「合衆國ニテ印書ノ自由アル事」を翻訳
  - 小幡篤次郎 著、同・編集委員会 編『小幡篤次郎著作集』 第2巻、福澤諭吉協会、2023年3月。ISBN 978-4-7664-2876-6。「上木自由之論」を収録。
- トークヴィル 著、肥塚龍 訳『自由原論』 第1-3巻、有隣堂、1882年。NDLJP:783176。
- トークヴィル 著、肥塚龍 訳『自由原論』 第4-5巻、有隣堂、1882年。NDLJP:783177。
- トークヴィル 著、肥塚龍 訳『自由原論』 第6-8巻、有隣堂、1882年。NDLJP:783178。薔薇樓、有隣堂など7書店による共同出版[4]、ヘンリー・リーヴ（英語版）（Henry Reeve）による英訳版から重訳
- ド・トックヴィル 著、井伊玄太郎 訳『米国の民主政治』研進社、1948年。NDLJP:2978146。
  - トクヴィル 著、井伊玄太郎 訳『アメリカの民主政治』 上・下（旧版）、講談社〈講談社文庫〉、1972年9月15日。第1巻の完訳で下記新版では上・中。
  - トクヴィル 著、井伊玄太郎 訳『アメリカの民主政治』 上、講談社〈講談社学術文庫 778〉、1987年3月。ISBN 978-4-06-158778-6。
  - トクヴィル 著、井伊玄太郎 訳『アメリカの民主政治』 中、講談社〈講談社学術文庫 779〉、1987年4月。ISBN 978-4-06-158779-3。
  - トクヴィル 著、井伊玄太郎 訳『アメリカの民主政治』 下、講談社〈講談社学術文庫 780〉、1987年5月。ISBN 978-4-06-158780-9。第2巻の完訳。 [注釈 3]
- アレキス・ド・トクヴィル 著、杉木謙三 訳『アメリカの民主々義』朋文社〈World books〉、1957年。NDLJP:1707946。
- トクヴィル 著、岩永健吉郎 訳『アメリカにおけるデモクラシーについて』 フランクリン・ジェファソン・マディソン・トクヴィル ほか、中央公論社〈世界の名著 33〉、1970年。ISBN 978-4-12-400113-6。
  - トクヴィル 著、岩永健吉郎 訳『アメリカにおけるデモクラシーについて』 フランクリン・ジェファソン・マディソン・トクヴィル ほか、中央公論社〈中公バックス 世界の名著 40〉、1980年6月。ISBN 978-4-12-400650-6。普及版。
  - トクヴィル 著、岩永健吉郎 訳『アメリカのデモクラシーについて』高山裕二解説、中央公論新社〈中公クラシックス〉、2015年10月。ISBN 978-4-12-160161-2。新書改訂版。
- トクヴィル 著、松本礼二・岩永健吉郎 訳『アメリカにおけるデモクラシー』（新版）研究社出版〈研究社叢書〉、1983年（原著1972年）。ISBN 978-4-327-34015-5。抜粋訳・解説。
- トクヴィル 著、松本礼二 訳『アメリカのデモクラシー』 第一巻（上）、岩波書店〈岩波文庫 白9-2〉、2005年11月16日。ISBN 978-4-00-340092-0。完訳版で、下記は各・大判の再刊。
  - トクヴィル 著、松本礼二 訳『アメリカのデモクラシー』 第一巻（上）、岩波書店〈ワイド版岩波文庫 382〉、2015年1月16日。ISBN 978-4-00-007382-0。
- トクヴィル 著、松本礼二 訳『アメリカのデモクラシー』 第一巻（下）、岩波書店〈岩波文庫 白9-3〉、2005年12月16日。ISBN 978-4-00-340093-7。
  - トクヴィル 著、松本礼二 訳『アメリカのデモクラシー』 第一巻（下）、岩波書店〈ワイド版岩波文庫 383〉、2015年2月17日。ISBN 978-4-00-007383-7。
- トクヴィル 著、松本礼二 訳『アメリカのデモクラシー』 第二巻（上）、岩波書店〈岩波文庫 白9-4〉、2008年3月14日。ISBN 978-4-00-340094-4。
  - トクヴィル 著、松本礼二 訳『アメリカのデモクラシー』 第二巻（上）、岩波書店〈ワイド版岩波文庫 384〉、2015年3月17日。ISBN 978-4-00-007384-4。
- トクヴィル 著、松本礼二 訳『アメリカのデモクラシー』 第二巻（下）、岩波書店〈岩波文庫 白9-5〉、2008年5月16日。ISBN 978-4-00-340095-1。 - 注釈：完訳版
  - トクヴィル 著、松本礼二 訳『アメリカのデモクラシー』 第二巻（下）、岩波書店〈ワイド版岩波文庫 385〉、2015年4月16日。ISBN 978-4-00-007385-1。

Ancien Régime et la Révolution, 1856
- トクヴィル 著、井伊玄太郎 訳『アンシァン・レジームと革命』りせい書房、1974年。NDLJP:12179581。旧版
  - トクヴィル 著、井伊玄太郎 訳『アンシァン・レジームと革命』講談社学術文庫、1997年1月。ISBN 978-4-06-159265-0。
- トクヴィル 著、小山勉 訳『旧体制と大革命』筑摩書房〈ちくま学芸文庫〉、1998年1月。ISBN 978-4-480-08396-8。

Alexis de Tocqueville souvenirs, 1893
- トクヴィル 著、喜安朗 訳『フランス二月革命の日々　トクヴィル回想録』岩波書店〈岩波文庫 白9-1〉、1988年1月18日。ISBN 978-4-00-340091-3。

Voyage aux États-Unis
- トクヴィル 著、大津真作 訳『合衆国滞在記』京都大学学術出版会〈近代社会思想コレクション 23〉、2018年。ISBN 978-4-8140-0176-7。 他にイギリス・アイルランド旅行記がある。

## 文献
入門書
- 阿川尚之『トクヴィルとアメリカへ』新潮社、1997年11月。ISBN 978-4-10-390202-7。
- 宇野重規『トクヴィル　平等と不平等の理論家』講談社選書メチエ、2007年6月。ISBN 978-4-06-258389-3。
  - 宇野重規『トクヴィル　平等と不平等の理論家』講談社学術文庫、2019年5月。ISBN 978-4-06-515711-4。
- ジャック・クーネン＝ウッター『トクヴィル』三保元訳、白水社〈文庫クセジュ〉、2000年2月。ISBN 978-4-560-05824-4。
- 富永茂樹『トクヴィル　現代へのまなざし』岩波書店〈岩波新書 新赤版〉、2010年9月。ISBN 978-4-00-431268-0。
- 中田豊『民主主義を旅する』清水書院、1996年10月。ISBN 978-4-389-50025-2。
- 西部邁「46　トックヴィル」『学問』講談社、2004年4月、157-159頁。ISBN 978-4-06-212369-3。
- 西部邁「多数者への抗議　アレクシス・ド・トックヴィル」『思想の英雄たち　保守の源流をたずねて』文藝春秋、1996年4月。ISBN 978-4-16-350900-6。
  - 西部邁「多数者への抗議　アレクシス・ド・トックヴィル」『思想の英雄たち　保守の源流をたずねて』角川春樹事務所〈ハルキ文庫〉、2012年1月、57-72頁。ISBN 978-4-7584-3629-8。

学術書
- 宇野重規『デモクラシーを生きる　トクヴィルにおける政治の再発見』創文社〈現代自由学芸叢書〉、1998年1月。ISBN 978-4-423-73086-7。
- 松本礼二『トクヴィル研究　家族・宗教・国家とデモクラシー』東京大学出版会、1991年1月。ISBN 978-4-13-036058-6。
- 松本礼二『トクヴィルで考える』みすず書房、2011年12月。ISBN 978-4-622-07672-8。
- 松本礼二、三浦信孝、宇野重規 編『トクヴィルとデモクラシーの現在』東京大学出版会、2009年6月。ISBN 978-4-13-036233-7。2005年6月に行われた生誕200年記念シンポジウム「アメリカとフランス～二つのデモクラシー？」の論文集。。
- 河合秀和『トックヴィルを読む』岩波書店〈岩波セミナーブックス〉、2001年。ISBN 978-4-00-026601-7。
- 小山勉『トクヴィル　民主主義の三つの学校』筑摩書房〈ちくま学芸文庫〉、2006年4月。ISBN 978-4-480-08979-3。
- ラリー・シーデントップ 著、野田裕久 訳『トクヴィル』晃洋書房、2007年。ISBN 978-4-7710-1818-1。
- 高山裕二『トクヴィルの憂鬱　フランス・ロマン主義と〈世代〉の誕生』白水社、2012年1月。ISBN 978-4-560-08173-0。
- 中谷猛『語りつぐトクヴィル』萌書房〈叢書〈語りつぐ政治思想〉〉、2017年11月。ISBN 978-4-86065-114-5。
- レイモン・アロン 著、北川隆吉・宮島喬ほか2名 訳「第4章「トックヴィル」論考」『社会学的思考の流れ　I　モンテスキュー　コント　マルクス　トックヴィル』法政大学出版局〈叢書・ウニベルシタス〉、1974年。ISBN 978-4-588-00052-2。
- フランソワ・フュレ 著、大津真作 訳『フランス革命を考える』岩波書店、1989年6月。ISBN 978-4-00-002010-7。第2部でトクヴィル「フランス革命論」を扱う。
  - フランソワ・フュレ 著、大津真作 訳『フランス革命を考える』（新版）岩波書店〈岩波モダンクラシックス〉、2000年7月。ISBN 978-4-00-026532-4。
- フランソワ・フュレ、モナ・オズーフ 編『フランス革命事典 7　歴史家』河野健二・富永茂樹・阪上孝 監訳、みすず書房〈みすずライブラリー〉、2000年12月。ISBN 978-4-622-05061-2。事項にトクヴィルの「革命論」。
- クラウス・オッフェ 著、野口雅弘 訳『アメリカの省察　トクヴィル・ウェーバー・アドルノ』法政大学出版局〈サピエンティア〉、2009年1月。ISBN 978-4-588-60306-8。第2章に「アレクシス・ド・トクヴィル、あるいは中産階級の暴政」。
- 柳愛林『トクヴィルと明治思想史　〈デモクラシー〉の発見と忘却』白水社、2021年10月28日。ISBN 978-4-560-09865-3。

伝記
- アンドレ・ジャルダン『トクヴィル伝』大津真作訳、晶文社、1994年7月。ISBN 978-4-7949-6174-7。
- 中田豊『二十一世紀を見抜いた男　トクヴィル物語』現代思潮新社、2007年2月。ISBN 978-4-329-00449-9。
- レオ・ダムロッシュ『トクヴィルが見たアメリカ　現代デモクラシーの誕生』永井大輔・高山裕二訳、白水社、2012年12月。ISBN 978-4-560-08257-7。